# TSV 2000 Rothenburg
Der Turn- und Sportverein 2000 Rothenburg o. d. T. e. V., kurz TSV 2000, ist ein Sportverein aus dem mittelfränkischen Rothenburg ob der Tauber im Landkreis Ansbach.

## Geschichte
Durch den Zusammenschluss des ASV und TV 1861 Rothenburg o. d. T. entstand im Dezember 2000 der TSV 2000 Rothenburg o. d. T. e. V. Der TSV 2000 bietet die Sportarten Basketball, Fußball, Handball, Volleyball, Judo, Kegeln, Leichtathletik, Schwerathletik, Skisport, Taekwondo, Tanzsport, Tischtennis, Turnen und Wandern an.

### Handball
Vor Gründung des TSV 2000 Rothenburg spielte von 1995 bis 2000 der ASV und TV 1861 in einer Spielgemeinschaft als HG Rothenburg.
Größter Erfolg der Rothenburger war bisher neben dem Aufstieg in die drittklassige Regionalliga Süd die zweimalige Teilnahme an der DHB-Pokal Hauptrunde.
Die Handballabteilung des TSV nimmt aktuell mit drei Herrenmannschaften, einem Damenteam und acht Nachwuchsmannschaften am Spielbetrieb des Bayerischen Handballverbandes (BHV) teil. Die erste Herrenmannschaft spielt 2022/23 in der viertklassigen Handball-Bayernliga und das 1. Damenteam in der Bezirksoberliga. Der TSV Rothenburg trägt seine Heimspiele in der Halle am P1 aus.

#### Erfolge
| - DHB-Pokal Hauptrunde 1998/99, 2003/04 - Aufstieg in die Regionalliga Süd 2000 - Aufstieg in die Bayernliga (3. Liga) 1972, 1974 - Bayerischer Meister (4. Liga) 2000 - Bayerischer Pokalsieger 1998, 2003 - Bayerischer Vizemeister (4. Liga) 1999 - Aufstieg in die Bayernliga (4. Liga) 1983, 2009, 2017, 2022 - Nordbayerischer Vizemeister (4. Liga) 2023 | - Nordbayerischer Landesligameister (4. Liga) 1972 - Südbayerischer Landesligameister (4. Liga) 1974, 1983 - Nordbayerischer Landesligameister 1997, 2009, 2017, 2022 - Nordbayerischer Landesliga-Vizemeister 2015 - Mittelfränkischer Vizemeister 1994 - Aufstieg in die Landesliga (Frauen) 2023 - Mittelfränkischer Meister (Frauen) 2023 |

#### Spielerpersönlichkeiten
- Andreas Schröder
- Karlheinz Rost
- Juryj Karpuk

### Spielstätten
Der TSV Rothenburg trägt seine Heimspiele in der
- Halle an der Bleiche Dinkelsbühler Str. 5 D-91541 Rothenburg o.d.T
- Halle am P 1 Friedrich-Hörner-Weg 11 D-91541 Rothenburg o.d.T.

aus.